# Emil Sautter
Emil Sautter (* 29. Oktober 1864 in Zürich; † 27. Januar 1954 ebenda) war ein Schweizer Theaterschauspieler, Theaterkritiker und Autor zahlreicher Komödien in Zürcher Mundart. Mit dem Bühnenstück Hans Böheim, der Pauker von Niklashausen über den frühneuzeitlichen Prediger Hans Böhm erlangte er den Ruf eines Erneuerers des Mundart-Theaters.

## Leben
Als Gymnasiast spielte Emil Sautter bereits in Aufführungen des Dramatischen Vereins Zürich. Nach der Matura 1883 folgte eine Schauspielausbildung in Berlin.
Zwischen 1886 und 1892 hatte er jeweils für eine Spielzeit Engagements am Stadttheater Hanau, am Fürstlichen Theater Sondershausen, am Stadttheater Basel, am Stadttheater Frankfurt an der Oder, am Fürstlich-Reußischen Theater in Gera und am Stadttheater Zwickau. Letzteres beendete er vorzeitig, um ins väterliche Geschäft einzusteigen.
Von 1909 bis 1936 schrieb er unter dem Kürzel E.S. als Kunstkritiker und Theaterrezensent für die Zürcher Post.
Seit 1919 verfasste er Komödien und Schwänke in Zürcher Mundart für den Dramatischen Verein Zürich, dessen Ehrenmitglied er war.

## Bühnenwerke (Auswahl)
- 1919: De Schrämmli
- 1919: D’ Wonig
- 1920: De ehrlicher Lump. Dem Einakter wurden «bemerkenswerte Ansätze zu sozialer Kritik» zugeschrieben.[1]
- 1922: Anna Matter
- 1922: D’ Familie Schlumpf
- 1925: ’s Mündel
- 1927: De sächzgischt Giburtstag, Uraufführung zum 60-jährigen Jubiläum des 1866 gegründeten Dramatischen Vereins. Die einaktige Mundart-Komödie war Vorlage für die  Operette «Der schwarze Hecht» von Paul Burkhard und Jürg Amstein.
- 1927: ’s Schmätterlingsnetz
- 1931: Heimkehr
- 1934: Hans Böheim, der Pauker von Niklashausen, Uraufführung am  27. Oktober am Stadttheater St. Gallen.[1][2]